# Terpsicroton alticeps
Terpsicroton alticeps — вимерлий вид павукоподібних ряду рицінулей (Ricinulei). Вид існував у кінці кам'яновугільного періоду, 311-307 млн років тому. Скам'янілості виду знайдено у Великій Британії.